# Jelix
Jelix je francouzský PHP framework pro tvorbu webových aplikací. Pro svůj běh vyžaduje minimálně PHP 5.2, dostupný je pod licencí LGPL.
Pro vytvoření aplikace, DAO objektů a modulů je zapotřebí příkazové řádky. Jelix má vlastní šablonovací systém jTpl, podobný systému Smarty. Framework obsahuje komponenty pro různé výstupní formáty (XHTML, XUL, RSS, ATOM, RDF, ZIP, XML, PDF)